# 수잔 (음반)
수잔은 대한민국의 싱어송라이터 김사월의 정규 1집 음반이다.
2015년 10월 발매되었다. 김사월X김해원에서 함께한 김해원과 공동 프로듀싱을 맡았다.
프레시안의 이대희 기자는 수잔에 대해 "마구 드러내지 않지만, 필요한 순간 은근히 자신의 성격을 보여"주는 앨범이라고 평했다.
김사월은 <수잔>을 통해 2016년 3월 제13회 한국대중음악상 장르 분야 '최우수 포크(음반)'상을 수상하기도 했다.